# Manuel Climent
Manuel Climent y Cavedo (Gandía, 1810-Madrid, 1870) fue un compositor, traductor y profesor español.

## Biografía
Nació en la localidad valenciana de Gandía el 1 de enero de 1810, con seis años de edad habría sido elegido infantillo de la iglesia colegiata de su localidad natal, comenzando su carrera musical bajo la dirección de Mateo Cabo. Con trece años hizo oposición a la plaza de organista de la villa de Cullera, que sin embargo no obtuvo por carecer de la edad suficiente. Más adelante opositó en Algemesí como organista y maestro, labor que desempeñó hasta los veinte años. En 1831 obtuvo la plaza de organista de la parroquia de San Nicolás de Valencia. Casado en 1833, su esposa falleció tres años más tarde. En 1837 abandonó Valencia. El 6 de julio de 1840 entró en Francia, donde fue destinado al depósito de oficiales de Guéret, donde aprendió francés, de modo que en 1841 ya pudo dedicarse a enseñar piano y canto. Allí compuso dos Himnos del Sacramento. En 1852 regresó a España y fijó su residencia en Madrid, donde concluyó una obra elemental, titulada Gramática musical, que dedicó a la infanta Isabel, entonces princesa de Asturias. En 1853 compuso una ópera titulada Las rosas mágicas, con letra de Narciso de la Escosura. En 1855, cuando el gobierno del general Espartero quiso reformar las dependencias del Estado, encargaron a Climent la formación de un plan de estudios para variar los del Conservatorio. En 1856 compuso una zarzuela con el título de Tres para uno, con letra de José P. Sanson. En España su principal ocupación habría sido la de profesor de francés. Durante los años 1862 y 1863, cuando una grave enfermedad le obligó a estar en Valencia, escribió artículos artísticos para El Rubí, periódico literario publicado en dicha ciudad, y cuya mayor parte fueron reproducidos por la Gaceta Musical Barcelonesa y otras publicaciones periódicas. A finales de la década de 1860 su ocupación era traducir del francés y el italiano para los editores Ronchi y compañía, escribir artículos para El Artista y componer alguna romanza o balada para la Biblioteca Musical que publicaba F. Echevarría. Falleció en Madrid en febrero de 1870.